# IC 2588
IC 2588 ist eine Balken-Spiralgalaxie vom Hubble-Typ SBa im Sternbild Luftpumpe südlich des Himmelsäquators. Sie ist schätzungsweise 148 Millionen Lichtjahre von der Milchstraße entfernt.
Das Objekt wurde am 1. Januar 1898 von Lewis Swift entdeckt.